# 巴塞洛缪·乌卢法阿卢
巴塞洛缪·乌卢法阿卢（英語：Bartholomew Ulufa'alu；1950年12月25日—2007年5月25日），所罗门群岛政治人物，前任所罗门群岛总理。

## 政治生涯
1976年，巴塞洛缪·乌卢法阿卢首次当选国民议会议员，并成为第一位官方反对党领袖。1981年，乌卢法阿卢担任所罗门·马马洛尼政府的财政部长。1984年，他在议会选举中落败，未能连任议员。1989年，乌卢法阿卢再次当选国民议会议员。但旋即在次年辞去议员职务。1997年，乌卢法阿卢再度当选议员，并以微弱优势击败所罗门·马马洛尼，当选新一任总理。
乌卢法阿卢执政后期，所罗门群岛两大岛瓜达尔卡纳尔岛和马莱塔岛之间种族冲突日益严重。2000年6月，他被马莱塔岛民兵马莱塔硬派力量武装绑架。民兵指责乌卢法阿卢身为马莱塔人，却不能有效保护马莱塔人的利益。最终，乌卢法阿卢不得不辞职，以换取民兵释放他。